# Anasztaszija Mihajlovna Romanova orosz nagyhercegnő
Anasztaszija Mihajlovna Romanova (oroszul: Анастасия Михайловна Романова; Szentpétervár, 1860. július 28. – Èze, 1922. március 11.), a Holstein–Gottorp–Romanov-házból származó orosz nagyhercegnő, aki III. Frigyes Ferenccel kötött házassága révén mecklenburg–schwerini nagyhercegné.

## Származása és gyermekkora
Anasztaszija Mihajlovna nagyhercegnő 1860 júliusában látta meg a napvilágot Mihail Nyikolajevics nagyherceg és Cecília badeni hercegnő második gyermekeként, illetve egyetlen leányaként. Hat fivér között nőtt fel, bár öccsei és egyetlen bátyja, Nyikolaj Mihajlovics korán elkerültek otthonról azért, hogy a katonaságnál szolgálhassanak.
Mihail nagyherceget 1862-ben a Kaukázus cári helytartójává nevezték ki, így a család Tifliszbe költözött; Anasztaszija Mihajlovna gyermekkora jó részét Grúziában töltötte. A „Stassie” becenéven is ismert nagyhercegnő kivételes helyet foglalt el szülei szívében, lévén hogy nem volt más leánygyermek a családban. Édesapja Anasztaszija Mihajlovna esetében eltekintett magas elvárásaitól, és a legkiválóbb oktatókat biztosította leánya számára. Anasztaszija nagyhercegnő nevelése az általános ismeretek elsajátítása mellett elsősorban a nyelvek köré épült: a nagyhercegnő beszélt oroszul, angolul, németül és franciául. Édesanyja, az ortodox kereszténységben Olga Fjodorovna névre hallgató Cecília hercegnő ellenben széles körben ismert volt gyermekeivel szemben megnyilvánuló szigoráról. A gyermekek kiskorukban alig rendelkeztek önállósággal, mindenhez anyjuk vagy nevelőnőjük beleegyezését kellett kérniük. Anasztaszija Mihajlovna egyik leánya így emlékezett: „anyám gyermekkorára jellemző volt a minimális fokú önállóság; bár egy sárgabarackfa tulajdonosa volt a nagyapám Borjomban található vidéki uradalmán, határozott engedély nélkül mégsem ehetett annak lédús, napsütötte gyümölcséből.”

## Házassága és gyermekei

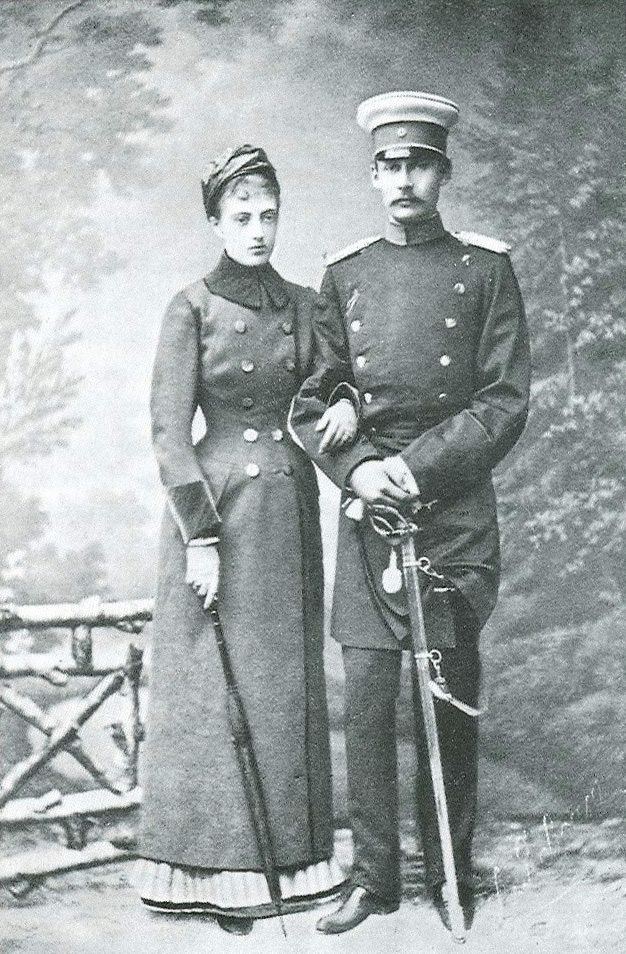
III. Frigyes Ferenc nagyherceg és Anasztázia nagyhercegné eljegyzési fényképe

A cári család egyik legenergikusabb tagja, Marija Pavlovna nagyhercegné, született mecklenburg–schwerini hercegnő feleséget keresett fivére, Frigyes Ferenc mecklenburg–schwerini trónörökös herceg számára. Bár Frigyes Ferenc herceg Mecklenburg–Schwerin trónjának örököseként, gazdag és előkelő származású ifjúként remek partinak számított, azonban mégis nehéz volt hitvest találnia, ugyanis súlyos asztmától szenvedett és ekcémája következményeként tele volt kiütésekkel. Frigyes Ferenc nővére tanácsára és nyomására ellátogatott Szentpétervárra azzal a nem titkolt céllal, hogy megismerkedjék Anasztaszija Mihajlovnánal. A nagyhercegnő elnyerte tetszését, így Marija Pavlovna nagyhercegné közbenjárására Olga Fjodorovna beleegyezett, hogy leányát feleségül adja a trónörököshöz.
1878 őszén Frigyes Ferenc megérkezett Tifliszbe, hogy megkérje Anasztaszija nagyhercegnő kezét. „A herceg – mindent tekintetbe véve – igen szeretetreméltó személy volt”, és Anasztaszija Mihajlovna beleszeretett. 1879. január 24-én a Téli Palotában tartották az ortodox keretek között lezajlott menyegzőt, melyet egy protestáns követett. Marija Fjodorovna cárné leírása szerint Anasztaszija nagyhercegnő az esküvő alkalmával „annyira bájos és szép volt, mint egy rózsa, mint egy tündér…” A házaspárnak három gyermeke született:
- Alexandrina hercegnő (1879–1952), házassága révén dán királyné
- Frigyes Ferenc herceg (1882–1945), később Mecklenburg–Schwerin nagyhercege
- Cecília hercegnő (1886–1954), házassága révén előbb porosz és német trónörökösné, később címzetes porosz királyné és német császárné.

## Mecklenburg–schwerini nagyhercegnéként
Frigyes Ferenc herceg és felesége az esküvőt követően hazautaztak Szentpétervárról; február 8-án érkeztek meg Schwerinbe. A friss házasok a Marienpalaisban alakítottak ki otthont, ám Anasztázia hercegnét honvágy gyötörte, nem érezte jól magát a szerinte elavult schwerini udvarban. A nagyhercegnő – bár édesanyja német származású volt – nem tudott megbékélni új otthonával. „… Annak ellenére, hogy Anasztázia a házasság előtt lelkiismeretesen felkészült a nagyhercegség viselt dolgaiból, mégsem volt képes a letelepedésre. Gyűlölte a helyet és a lakóit, akik ugyanígy viseltettek irányába.”

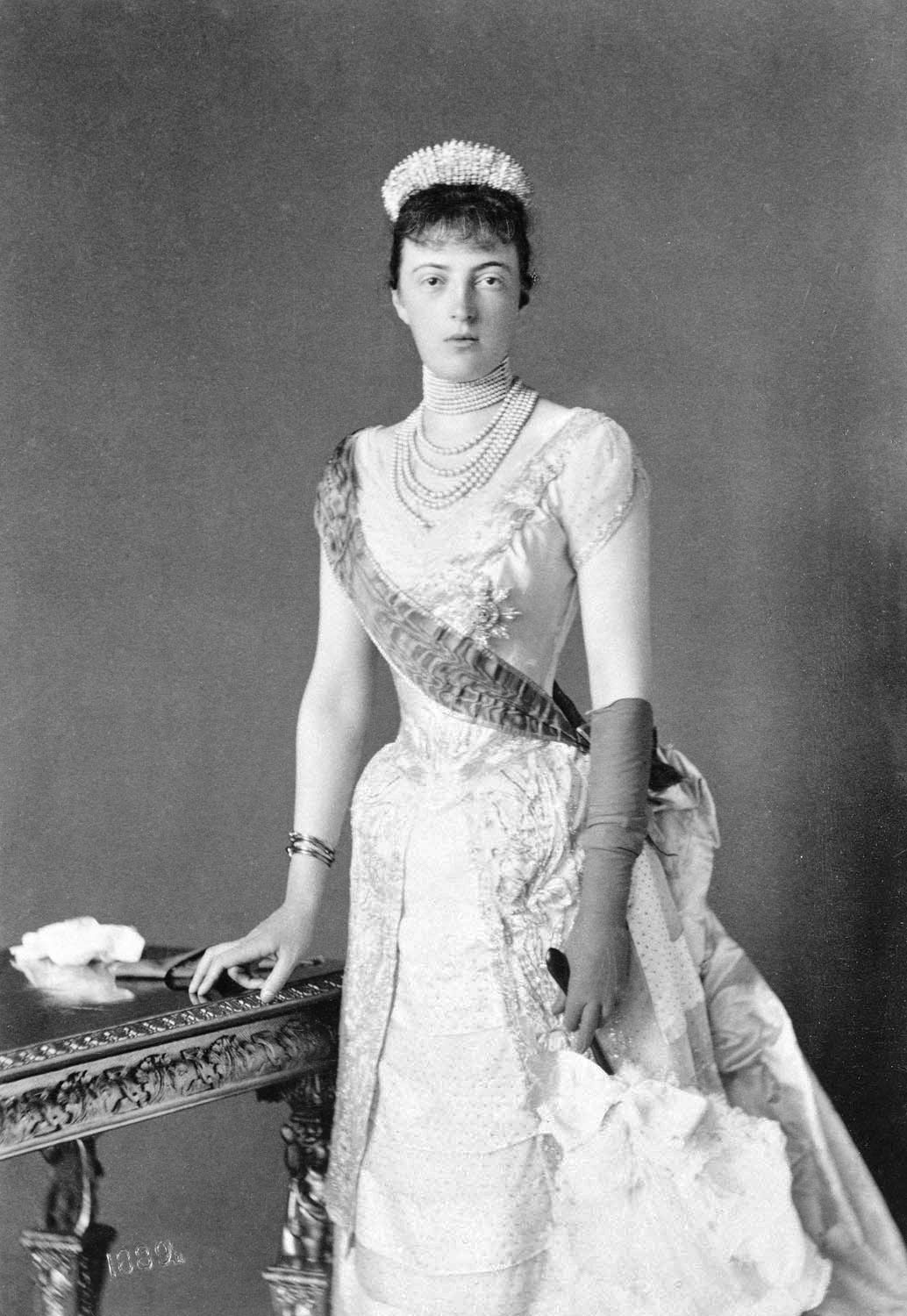
Anasztázia nagyhercegnő és nagyhercegné (1889 körül)

Anasztázia hercegné hamar áldott állapotba került, házasságuk első évében született meg első gyermekük, Alexandrina hercegnő. Frigyes Ferenc gyenge egészsége lehetővé tette a pár számára, hogy a lehető legkevesebb időt töltse Schwerinben, különböző gyógykúrákban és meleg éghajlatú vidékekre tett utazásokban találva meg a mentséget. A nagyhercegnő óhajára hosszú heteket töltöttek Oroszországban, emellett kedvelt úticéljaik közé tartozott Franciaország és Olaszország.
A házaspár éppen Palermóban üdült, mikor világra jött második gyermekük, az édesapja után elnevezett Frigyes Ferenc herceg. 1855. április 15-én Anasztázia apósának, II. Frigyes Ferenc nagyhercegnek a halála jelentette a Schwerinbe való kötelező visszatérést. Anasztázia nagyhercegnő férje III. Frigyes Ferenckét foglalta el országa trónját. Anasztázia nagyhercegné kezdetben örömét lelte abban, hogy egy uralkodó felesége, és pompás rezidenciát alakított ki saját számára a Schwerin kastélyban. A nagyhercegné azonban hamar visszakívánkozott Olaszországba és Franciaországba, viszont uralkodóként sem ő, sem férje nem élhetett hosszabb ideig távol Mecklenburgtól. A nagyhercegnét számos kritika érte, és kénytelen volt beleegyezni abba, hogy az év legnagyobb részét Schwerinben töltse és jövendőbeli gyermekei is ott szülessenek majd meg.
1886-ban, Frigyes Ferenc és Anasztázia utolsó gyermekének, Cecília hercegnőnek világra jötte után a nagyhercegné Cannes-ba költözött. Férje itáliai stílusban, Villa Wenden néven palotát emeltetett számára, ami 1889-re készült el teljesen. A nagyhercegi pár minden év novemberében Cannes-ba utazott, hogy csak a következő esztendő májusában térjenek haza Németországba. A nagyhercegné igazi társasági hölgy volt, gyakran megfordult Monte Carlo kaszinóiban, ahol többször is jelentős összegeket vesztett, azonban férje mindig fedezte kiadásait. Kedvelte az olasz operákat, főként Giacomo Puccini műveit. Gyermekeit szabad szellemben, egyszerű körülmények között nevelte, és élete végéig szoros, meghitt kapcsolatot ápolt velük. Édesanyja 1891-ben bekövetkezett halála után édesapjával és testvéreivel is felújította egykori viszonyát, bátyja mellett különösen száműzött öccséhez, Mihail Mihajlovics nagyherceghez került közel.
1897. április 10-én elhunyt III. Frigyes Ferenc nagyherceg egy baleset következtében, ám Schwerin lakosainak körében az a rosszindulatú pletyka terjedt el, hogy tulajdon felesége gyilkolta meg. Férje halálakor a nagyhercegné éppen egy bálon vett részt, s csak hazaérkezve értesült a tragédiáról. Anasztázia nagyhercegné őszintén meggyászolta férjét, egyik udvarhölgyének ezt mondta: „elvesztettem a legjobb barátomat.”

## Özvegysége
Férje halálával az özvegy nagyhercegné örökölte a Villa Wendent és Gelbensandét, egy vadászkastélyt a Balti-tenger partján. Mecklenburg trónja Anasztázia nagyhercegnő fiára, a tizenötödik évében járó IV. Frigyes Ferencre szállt, aki nagykorúságáig nagybátyja, János Albrecht mecklenburg–schwerini herceg régenskedése alatt uralkodott. Anasztázia nagyhercegné ritkán látogatta meg fiát Schwerinben; főként a francia Riviérán tartózkodott, vagy utazásokat tett Párizsba, Angliába és szülőföldjére.
A mindössze harminchét évesen megözvegyült nagyhercegné továbbra is társasági életet élt. Monte Carlo rendszeres vendégének számított, és viszonyt kezdett személyi titkárával, Vlagyimir Alekszandrovics Paltovval (1874–1944). Anasztázia nagyhercegné várandós lett Paltovtól, botlását eleinte különféle betegségekre hivatkozva próbálta eltitkolni. 1902. december 23-án Nizzában hozta világra törvénytelen fiát, Alexis Louis de Wendent (1902–1976). A „de Wenden” családnevet IX. Keresztély dán király adta a gyermeknek Anasztázia nagyhercegné villája után. A nagyhercegné Paltovval való viszonya már Alexis Louis születése előtt véget ért; Anasztaszija Mihajlovna egyedül nevelte fel gyermekét.
1903-ban a nagyhercegné édesapja, Mihail Nyikolajevics nagyherceg agyvérzést kapott, és leánya szomszédságába költözött. Anasztázia és a közelben lakó öccse, Mihail Mihajlovics ápolták édesapjukat egészen 1909-ben bekövetkezett haláláig. A nagyhercegné továbbra is szokatlan életmódot folytatott a kor felfogása szerint: esti mulatókba járt, táncolt és Monte Carlóban játszott. Ezek mellett egyre több időt szentelt unokáinak, noha legifjabb leánya, Cecília német trónörökösnét csak elvétve látogathatta meg, a nagyhercegné ugyanis nem volt szívesen látott vendég a német császári udvarban.

## Halála
1914-ben, az első világháború kitörésével Anasztaszija Mihajlovna nehéz helyzetben találta magát. Két gyermeke Németország oldalán, a Központi hatalmakkal harcolt, míg testvérei az ellenkező oldalon, az Antanthoz tartozó orosz hadseregben szolgáltak, ő maga pedig az ugyancsak az Antanttal lévő Franciaországban élt. A harcok elkezdődtekor a francia kormány nem engedélyezte számára, hogy továbbra is Cannes-ban éljen német nagyhercegnéi mivoltára való tekintettel. Ugyancsak emiatt nem térhetett haza Oroszországba sem, így végül a semleges Svájcban telepedett le. A lausanne-i Savoy szállodában vészelte át a háborút, míg cannes-i villáját a francia hadseregnek adta azzal a céllal, hogy kórházat alakítsanak ki benne.
A háború után egyik unokatestvére, Jekatyerina Alekszandrovna Jurjevszkaja hercegnő segítségével jutott vissza Franciaországba, ahová csak orosz útlevelével engedték be. Az éze-i Villa Fantasia lett új otthona , közel Cannes-hoz. Itt töltötte élete utolsó éveit, mígnem 1922. március 11-én agyvérzés következtében elhunyt. Ludwigslustban, férje mellett helyezték örök nyugalomra.